# Epizana
Epizana ist eine Ortschaft im Departamento Cochabamba im südamerikanischen Andenstaat Bolivien.

## Lage im Nahraum
Epizana ist die zweitgrößte Ortschaft im Municipio Totora in der Provinz Carrasco. Die Ortschaft liegt auf einer Höhe von 2870 m am Ufer des Río Chimba, der in westlicher Richtung zum Río Mizque hin entwässert.

## Geographie
Epizana liegt in einem der Hochtäler der Gebirgskette der Cordillera Oriental, die nach Osten zu in das bolivianische Tiefland übergeht. Das Klima der Region ist gekennzeichnet durch ein typisches Tageszeitenklima, bei dem die Temperaturunterschiede zwischen Tag und Nacht deutlicher ausfallen als zwischen den Jahreszeiten.
Die Jahresdurchschnittstemperatur beträgt 14 °C, die Monatswerte schwanken zwischen 11 °C im Juni/Juli und 16 °C im November/Dezember (siehe Klimadiagramm Totora). Der Jahresniederschlag beträgt 600 mm und fällt vor allem in den Sommermonaten von Dezember bis Februar mit Monatswerten von 100 bis 125 mm; dem steht eine Trockenzeit von Mai bis Oktober mit Monatsniederschlägen von unter 30 mm gegenüber.

## Verkehr
Epizana liegt in einer Entfernung von 129 Straßenkilometern südöstlich von Cochabamba, der Hauptstadt des gleichnamigen Departamentos.
Von Cochabamba führt die asphaltierte Fernstraße Ruta 7 über Tolata nach Epizana und weiter über Pojo, Comarapa und La Angostura in die Tiefland-Metropole Santa Cruz. In Epizana zweigt eine unbefestigte Straße nach Süden ab und führt über Totora nach Aiquile.

## Bevölkerung
Die Einwohnerzahl der Ortschaft ist in den vergangenen beiden Jahrzehnten auf die Hälfte zurückgegangen:
| Jahr | Einwohner | Quelle       |
| ---- | --------- | ------------ |
| 1992 | 510       | Volkszählung |
| 2001 | 437       | Volkszählung |
| 2012 | 253       | Volkszählung |

Aufgrund der historisch entwickelten Bevölkerungsverteilung weist die Region einen hohen Anteil an Quechua-Bevölkerung  auf, im Municipio Totora sprechen 97,8 Prozent der Bevölkerung Quechua.